# ماغنوس أريكسون
ماغنوس أريكسون (بالسويدية: Magnus Eriksson) (8 أبريل 1990 بلدية سولنا السويد - ) هو لاعب كرة قدم سويدي يلعب كمهاجم.

## وصلات خارجية
ماغنوس أريكسون على موقع الاتحاد الأوربي (الإنجليزية)
- ماغنوس أريكسون على موقع اتحاد السويد (السويدية)
- ماغنوس أريكسون على موقع الدوري الأمريكي (الإنجليزية)
- ماغنوس أريكسون على موقع قاعدة بيانات كرة القدم.إي يو (الإنجليزية)
- ماغنوس أريكسون على موقع ناشيونال فوتبول تيمز (الإنجليزية)
- ماغنوس أريكسون على موقع Soccerbase.com (لاعب) (الإنجليزية)
- ماغنوس أريكسون على موقع Soccerway.com (الإنجليزية)
- ماغنوس أريكسون على موقع عالم كرة القدم.نت (الإنجليزية)
- ماغنوس أريكسون على موقع AS.com (الإسبانية)